# 松下まかこ
松下まかこ（まつした まかこ）は、愛知県出身の女性原画家、イラストレーターである。FilmSoftwareの『なないろ 恋の天気予報』で原画家としてデビュー。『LikeLife』以降のHOOKSOFT作品の原画を担当している。

## 作品リスト
FilmSoftware
- なないろ 恋の天気予報

HOOKSOFT
- Like Life
- _summer
- HoneyComing
- FairlyLife
- さくらビットマップ
- Strawberry Nauts